# معركة كارانسيبيش
معركة كارانسيبيش أو معركة شبش (بالرومانية: Caransebeș، بالتركية: Şebeş Muharebesi) هي حادثة إطلاق نيران صديقة في الجيش النمساوي، وقعت في ليلة 21–22 سبتمبر 1788 خلال الحرب العثمانية النمساوية (1788–1791). جرت الحادثة في مدينة كارانسيبيش التي تقع اليوم في رومانيا.

## المعركة
قامت مجموعة من كشافة الجيش النمساوي بالتقدم لإستطلاع موقف الجيش العثماني في طريقهم وجدوا تجمع للغجر حيث يباع الخمر فجلسوا وسكروا حتي الثمالة بعد قليل جاءت مجموعة من المشاة النمساويين للانضمام لهم ويبدوا أنهم كانوا علي علم بهذا الموقع من قبل الكشافة وهم في حالة سكر رفضوا انضمام المشاة وأتخذوا موقف دفاعي، وفي خضم الجدال أطلق أحدهم طلقة، فصاح المشاة أنهم يتعرضون لهجوم عثماني! فاعتقدت فرقة الكشافة السكارى أن الأتراك جاؤوا من خلفهم ففروا إلي الكتائب المتقدمة من الجيش بهلع، فظنت هذه الكتائب المتقدمة بدورهم أن العثمانيين هجموا! فبدأت كتائب المقدمة هذه في الهروب ناحية المعسكر الرئيسي. وكان الجيش النمساوي به جنود كثيرون يتحدثون الألمانية والصربية والكرواتية ولغات عديدة وكان كل منهم يصيح بلغة مختلفة، فظن المعسكر أن هؤلاء هم الأتراك يعصفون بالمعسكر ففتحوا النيران ونشب القتال وبدأ الكل في قتل من بجواره وعمت الفوضي، وما لبث أن هزم الجيش النمساوي نفسه. قتل في هذه المعركة أكثر من 10 آلاف وفر الباقون.

ثم بعد يومين، وصل الجيش العثماني بقيادة السلطان عبد الحميد الأول والصدر الأعظم خوجة يوسف پاشا، ليجدوا 10,000 قتيل من النمساويين، وقد أسروا 50,000 جندي نمساوي، حسب المصادر التركية.